# باشتانکا
شهر باشتانکا (به روسی: Баштанка) در استان میکولائیف در کشور اوکراین واقع شده‌است. جمعیت این شهر ۱۳٬۱۴۶ نفر  است.